# ريتشارد تاوبر
ريتشارد تاوبر (بالألمانية: Richard Tauber)‏ هو مغني ومغني أوبرا وملحن وممثل النمسا وبريطاني، ولد في 16 مايو 1891 في النمسا، وتوفي في 8 يناير 1948 بلندن في المملكة المتحدة بسبب سرطان الرئة.

## وصلات خارجية
- ريتشارد تاوبر على موقع IMDb (الإنجليزية)
- ريتشارد تاوبر على موقع الموسوعة البريطانية (الإنجليزية)
- ريتشارد تاوبر على موقع مونزينجر (الألمانية)
- ريتشارد تاوبر على موقع ميوزك برينز (الإنجليزية)
- ريتشارد تاوبر على موقع أول موفي (الإنجليزية)
- ريتشارد تاوبر على موقع قاعدة بيانات برودواي على الإنترنت (الإنجليزية)
- ريتشارد تاوبر على موقع قاعدة بيانات الأفلام السويدية (السويدية)
- ريتشارد تاوبر على موقع ديسكوغز (الإنجليزية)
- ريتشارد تاوبر على موقع قاعدة بيانات الفيلم (الإنجليزية)